# Biopsie trans-thoracique
Pour les articles homonymes, voir BTT.
Une biopsie trans-thoracique (BTT) est une biopsie consistant à introduire une aiguille dans le thorax afin de prélever un échantillon de tissu (poumon, plèvre). Elle est particulièrement indiquée pour établir la nature de nodules pulmonaires détectés par radiographie thoracique ou scanner.

## Déroulement de l'intervention
La BTT est réalisée à l'hôpital, dans le département de radiologie. Elle ne nécessite pas l'hospitalisation du patient.
Le patient est allongé et immobile pendant l'intervention. Le radiologiste repère la position du nodule à l'aide d'un scanner puis pratique une anesthésie locale. Il insère ensuite une aiguille entre les côtes jusqu'à la lésion, ce qui lui permet de recueillir un échantillon de tissu. Celui-ci est envoyé en laboratoire (cytologie, pathologie, bactériologie) pour analyse.
L'intervention dure environ 15 minutes, mais le patient doit demeurer plusieurs heures à l'hôpital.

## Risques et inconvénients
En général, la BTT est pratiquement indolore.
Le risque le plus fréquent de la BTT (10 à 30 % des cas) est le pneumothorax. Si l'aiguille de biopsie endommage la plèvre, un décollement peut se produire, entraînant douleurs et difficultés à respirer. Une radiographie effectuée deux heures après l'intervention permet de déceler un éventuel pneumothorax et de mettre en place un drain.

## Contre-indications
Coagulopathie ou insuffisance respiratoire sévère.